# Alte See – Ruhmberg
Alte See – Ruhmberg ist der Name eines Naturschutzgebietes im Landkreis Leipzig, der sich auf einen Teich (Alte See) in Grethen, einem Ortsteil der Gemeinde Parthenstein, und das östlich davon liegende Gebiet um die Anhöhe Ruhmberg bezieht, das zur Großen Kreisstadt Grimma gehört.

## Lage und Größe
Die Nordgrenze des Gebietes bildet die Staatsstraße S 38 unter Aussparung der zu Grimma gehörenden Siedlung Am Rumberg einschließlich der sie umgebenden Ackerflächen. Im Osten verläuft die Bundesstraße 107a. Am Wasserwerkweg schwenkt die Grenze nach Westen bzw. Nordwesten ab und verläuft entlang der Parthe und teilweise der sie begleitenden Wiesen bis nach Grethen.
Die Höhenlage des Gebietes variiert zwischen 147 m (Alte See) und 169 m (Ruhmberg). Es umfasst eine Fläche von 266 ha. In der naturräumlichen Gliederung Sachsens zählen der westliche Teil zu den Naunhofer Moränenplatten im Leipziger Land und der östliche zum Nordsächsischen Platten- und Hügelland.

## Geschichte
Im 15. Jahrhundert wurde in Grethen die Parthe zu einem Teich aufgestaut, in dessen Verlandungsgebiet ein Erlenbruch entstand und auf dessen Bedeutung bereits 1938 der sächsische Heimatforscher Max Kästner (1874–1959) hinwies. Nach mehreren Anläufen wurde 1961 ein Gebiet von 22,6 Hektar um den Teich als Naturschutzgebiet Alte See ausgewiesen.
Die Flächen östlich davon um den Ruhmberg wurden bis zum Ende des 19. Jahrhunderts als Wiesen- und Ackerland genutzt. Um die Jahrhundertwende entstand in Grimma für ein Husarenregiment die Königin-Carola-Kaserne. Dieses beanspruchte das Gelände als Exerzier- und Übungsgelände. Der Charakter als Truppenübungsplatz blieb nahezu 100 Jahre erhalten, bis die in Grimma stationierte Einheit der sowjetischen Armee 1993 abzog. Während dieser Zeit wurde der Offenlandcharakter des Gebietes durch eine intensive Schafbeweidung erhalten.
Da sich die Biosphäre mit zahlreichen schützenswerten Pflanzen und Tieren relativ ungestört entwickeln konnte, wurde das Gebiet 2015 unter Naturschutz gestellt.

## Beschreibung

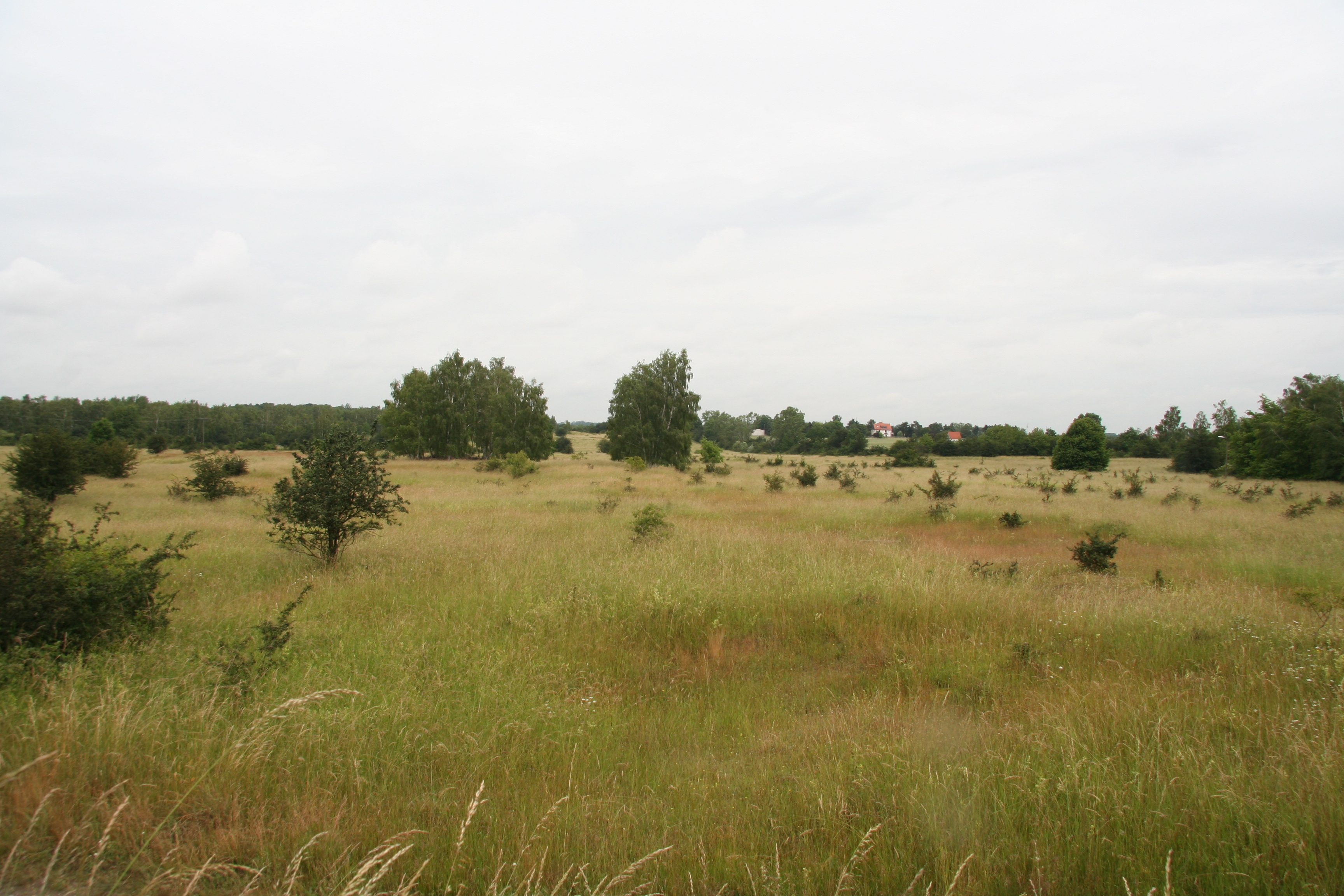
Halboffenbereich südlich des Ruhmbergs. Im Hintergrund die Siedlung Rumberg (Juni 2016)

Im Schutzgebiet werden drei Biotopkomplexe unterschieden: die Alte See mit dem umgebenden Erlenbruchwald, das Offen- und Halboffenland um die Ruhmbergkuppe und der Wiesenbereich zwischen dem Ruhmberggebiet und der Alten See, der auch Königswiese genannt wird. Letzterer wird jährlich zweimal zur Heugewinnung gemäht und mit Schafen nachbeweidet. Der Ruhmbergbereich ist gekennzeichnet durch  kleine Waldstücke und Buschgruppen oder Einzelbüsche zwischen Wiesenbereichen mit Relikten der ehemals militärischen Nutzung, wie Wällen, Gräben und Baulichkeiten.
Im Schutzgebiet konnten über 450 Farn- und Samenpflanzenarten nachgewiesen werden, von denen zahlreiche auf der Roten Liste stehen. Über 90 Brutvogel- und 9 Fledermausarten wurden beobachtet und bei Insekten beispielsweise 154 Hautflügler festgestellt. Im Bereich Alte See wurden 52 Moluskenarten ermittelt, von denen neun auf der sächsischen Roten Liste stehen.